# Infinite (album Stratovariusa)
Infinite – ósmy studyjny album fińskiego zespołu Stratovarius. Jest to pierwsze wydawnictwo w szeregach Nuclear Blast Records. Muzyka na nim zawarta stanowi połączenie muzyki symfonicznej i power metalu. Obok szybkich i bardzo melodyjnych kompozycji, jak "Millennium", "Glory Of The World", czy "Freedom", pojawiają się rozbudowane, epickie utwory ("Infinity", "Mother Gaia"). Płyta ta zawiera również jedną z najsłynniejszych piosenek grupy: "Hunting High and Low". W Finlandii album zadebiutował na pierwszym miejscu list przebojów, na którym był tydzień, oraz utrzymał się w pierwszej czterdziestce przez 9 tygodni.

## Lista utworów

### Podstawowe utwory
1. „Hunting High and Low” – 4:08
2. „Millennium” – 4:10
3. „Mother Gaia” – 8:18
4. „Phoenix” – 6:13
5. „Glory of the World” – 4:53
6. „A Million Light Years Away” – 5:20
7. „Freedom” – 5:03
8. „Infinity” – 9:22
9. „Celestial Dream” – 2:30

### Dodatkowe utwory
| Utwór                         | Długość | Wydawnictwo na którym jest zawarty                                         |
| ----------------------------- | ------- | -------------------------------------------------------------------------- |
| "Neon Light Child"            | 3:43    | singel "Hunting High and Low"                                              |
| "Millennium" (demo)           | 4:08    | singel "Hunting High and Low"                                              |
| "Hunting High and Low" (demo) | 4:21    | singel "Hunting High and Low"                                              |
| "Why Are We Here?"            | 4:43    | limitowana wersja albumu winylowy singel "It's a Mystery/Why Are We Here?" |
| "It's a Mystery"              | 4:04    | limitowana wersja albumu winylowy singel "It's a Mystery/Why Are We Here?" |
| "Keep the Flame"              | 2:47    | japońska i francuska wersja albumu                                         |

## Twórcy
- Jens Johansson – instrumenty klawiszowe
- Jari Kainulainen – gitara basowa
- Timo Kotipelto – śpiew
- Jörg Michael – instrumenty perkusyjne
- Timo Tolkki – gitara

## Informacje o albumie
- nagrany: Finnvox Studios i Hästholmen
- producent: Timo Tolkki
- miksy: Mikko Karmila
- inżynieria: Mikko Karmila
- okładka: Derek Riggs
- fotografie: Dick Lindberg, Kristian

## Wideografia
- Hunting High and Low (clip)
- A Million Light Years Away (clip)